# 10068 Додоенс
10068 Додоенс  (10068 Dodoens) — астероїд головного поясу, відкритий 4 лютого 1989 року.
Тіссеранів параметр щодо Юпітера — 3,529.